# Corchorus olitorius

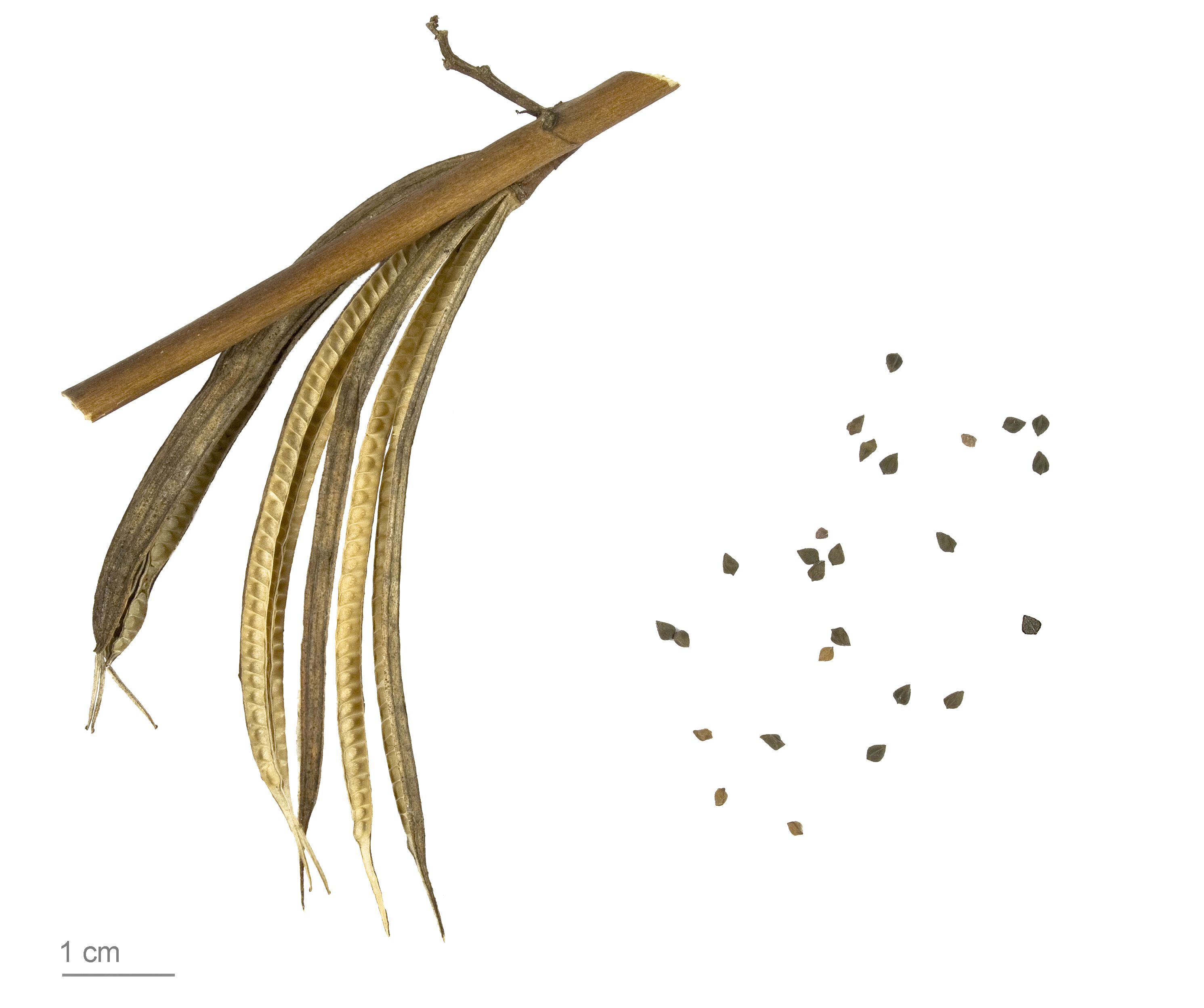
Corchorus olitorius

Corchorus olitorius es una especie de planta perteneciente a la familia de las malváceas. Es una variedad afro-árabe. En Cuba se la conoce como gregue y gringuele.

## Descripción
Es un arbusto originario del subcontinente indio, actualmente se cultiva principalmente en la Europa sudoriental y el Oriente Próximo.
Es una planta anual que alcanza los 2,5 metros de altura, con el tallo rígido y fibrosa de unos 2 cm de diámetro, hojas pecioladas con limbo triangular de hasta 14 cm de longitud y 5 cm de ancho. El fruto es una cápsula cilíndrica, más alargada que la de Corchorus capsularis, la otra especie de yute.

## Usos
Es una de las dos especies principales de plantas que se utilizan por su fibra textil que recibe el nombre de yute.
Es muy popular por sus hojas que se utilizan como un ingrediente en una hortaliza mucilaginosa  llamada molokhiya (ملوخية, palabra de etimología incierta), popular en ciertos países árabes. El Libro de Job (Job 6:6) en la Biblia hebrea menciona a esta hortaliza bajo la denominación de "insípido" (o "desabrido" en traducciones antiguas) y quizá de ahí su nombre como la  malva Judía en lengua popular.
La fibra de yute es más suave, sedosa, y más fuerte que el yute blanco. Esta variedad mostró sorprendentemente buena sostenibilidad en el clima del delta del Ganges. Junto con el yute blanco, también ha sido cultivado en Bengala, donde se le conoce como paat desde el principio del siglo XIX. En la actualidad, la región de Bengala (Bengala Occidental, India y Bangladés) es el mayor productor mundial de la variedad de yute Tossa.